# Tiergartenstraße
Die Tiergartenstraße ist eine Hauptverkehrsachse im Berliner Ortsteil Tiergarten des Bezirks Mitte. Sie führt von der Ben-Gurion-Straße (ehemals: Entlastungsstraße) bis zur Hofjägerallee und wird von dort als Stülerstraße weitergeführt. Sie stellt auf ihrer gesamten Länge die südliche Begrenzung des Tiergartens dar.

## Straßenverlauf

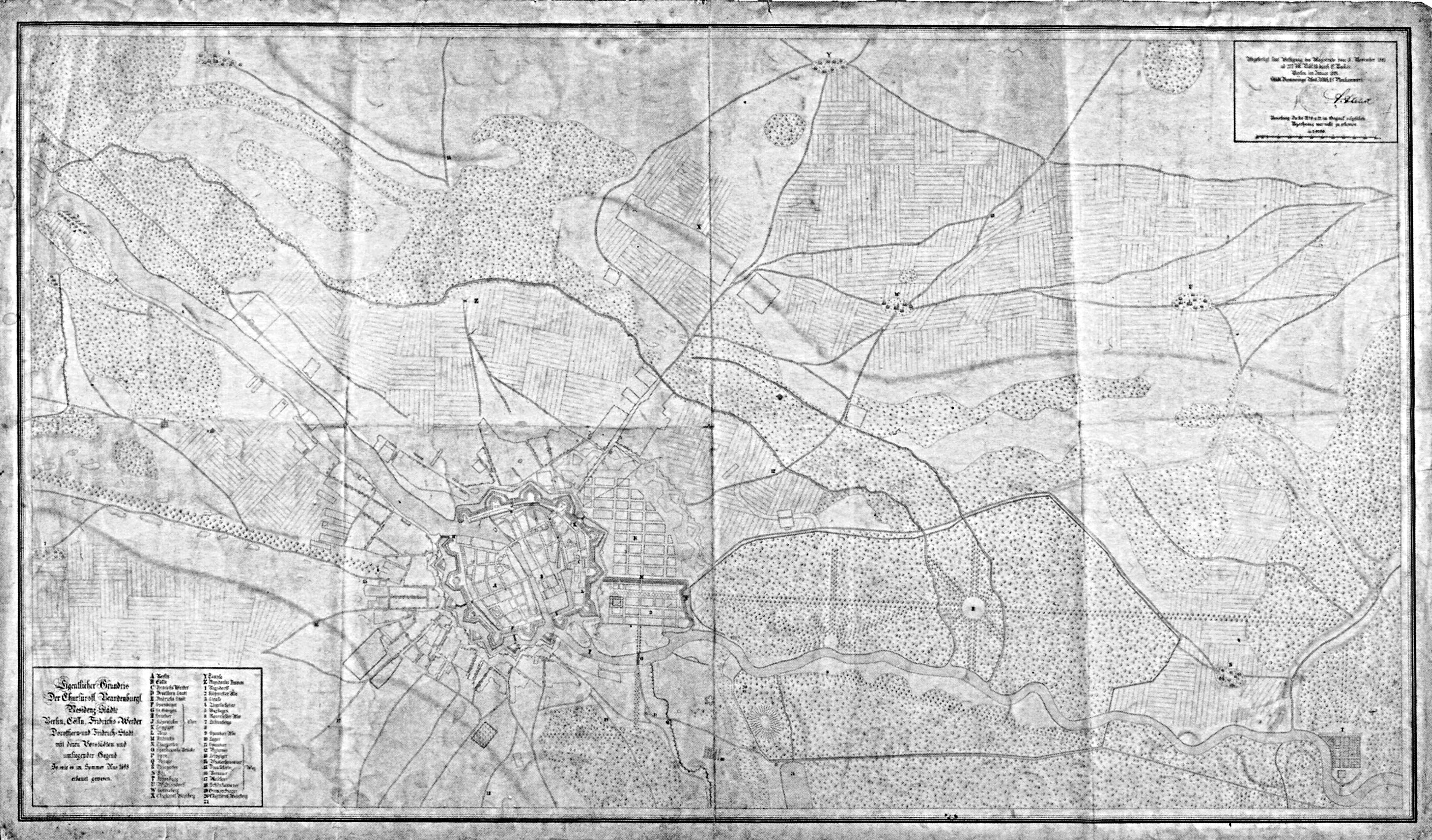
Plan von 1698 (Norden unten, Westen rechts)

Bereits auf der Karte von 1698 ist ein Weg vom Potsdamer Tor am Südrand des Tiergartens nach Lietzow verzeichnet. Seit dem 18. Jahrhundert bis zur Namensgebung am 8. Juli 1831 war er als Kanonenweg bekannt, der bis zum damaligen Schafgraben verlief. Mit der Bebauung dieses Gebietes in den 1860er Jahren wurde die Straße bis zur Hitzigstraße (heute: Stülerstraße) verlängert. 1938 wurde der anschließende Teil der Stülerstraße ebenfalls in Tiergartenstraße umbenannt, 1975 jedoch als Thomas-Dehler-Straße wieder ausgegliedert.

## Geschichte der Tiergartenstraße und des Tiergartenviertels
Ab 1685 siedelten zwischen der Tiergartenstraße und dem Schafgraben französische Hugenotten und nutzten dieses Gebiet landwirtschaftlich.
Auf einem frühen Plan von Alt-Berlin (Selter, 1809) sind zahlreiche Gebäude südlich der Tiergartenstraße eingezeichnet, die der landwirtschaftlichen Nutzung der französischen Siedler dienten. Neben Gärtnerhäusern und Ausflugslokalen, die die ersten Bauernhöfe ersetzten, entstanden hier ab 1790 erste Sommerhäuser des Berliner Bürgertums. Ein derartiges Haus war das 1799 bezogene Landhaus Mölter von Friedrich Gilly. Die Häuser von Oberhofbaurat Friedrich Becherer von 1790 und des Theaterdirektors August Wilhelm Iffland von 1800, erbaut von Carl Gotthard Langhans, konnten bereits ganzjährig bewohnt werden. Mit dem 1828 erlassenen Bebauungsplan entwickelte sich dieses Gebiet, nun als Tiergartenviertel bezeichnet, zu einer Villenkolonie mit großzügigen Villen und Mietshäusern.

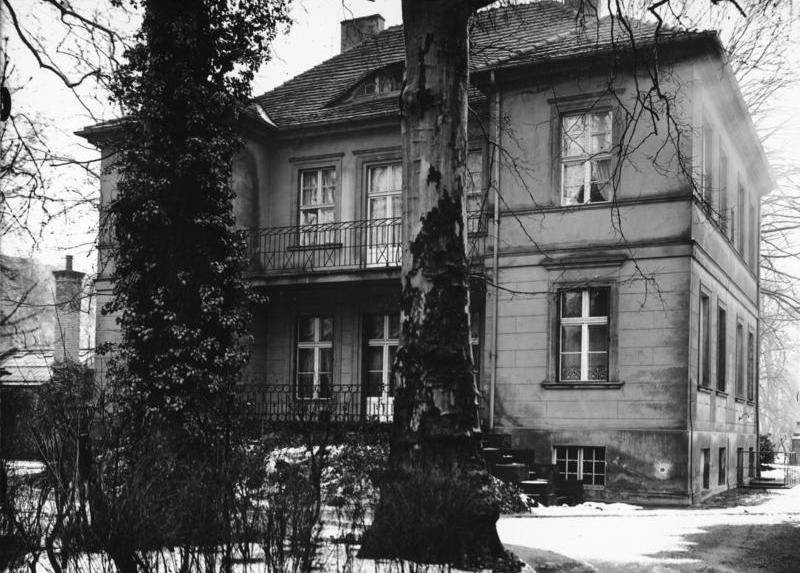
Tiergartenstraße 28 erbaut um 1800. Sommersitz des Verlegers Friedrich Unger (um 1930)

Alle bedeutenden preußischen Architekten und Baumeister haben hier gewirkt, unter ihnen Friedrich Hitzig, Eduard Knoblauch, Ludwig Persius und Friedrich August Stüler. Das Gebiet wurde 1841 als Untere Friedrichsvorstadt in die Stadt Berlin eingemeindet. Ab 1900 siedelten sich im Tiergartenviertel mehrere diplomatische Vertretungen an, deren erste die des Königreichs Spanien in der Regentenstraße (heute: Hitzigallee) war. Bis zum Jahr 1930 gab es bereits 30 ausländische Vertretungen.
Im Rahmen der begonnenen Neugestaltung der Reichshauptstadt wurde das Gebiet zwischen Bendlerstraße und Lichtensteinallee 1938 durch den Generalbauinspektor für die Reichshauptstadt Albert Speer als Diplomatenviertel festgelegt. Bis 1943 konnten weitere sieben Botschaftsgebäude fertiggestellt werden, teilweise in monumentaler Formensprache, deren Entwürfe von Albert Speer genehmigt werden mussten. Durch Bombardements gegen Ende des Zweiten Weltkriegs entstanden schwerste Beschädigungen.
Nach dem Krieg wurden die Gebäude notdürftig instand gesetzt oder standen jahrelang leer und verfielen. Erst durch den 1991 gefassten Entschluss des Bundestags zum Umzug nach Berlin erfolgte eine Wiederbelebung des Diplomatenviertels. Die alten Botschaftsgebäude wurden wieder hergerichtet und bezogen oder neue Botschaftsgebäude und Landesvertretungen entstanden.

## Bauwerke

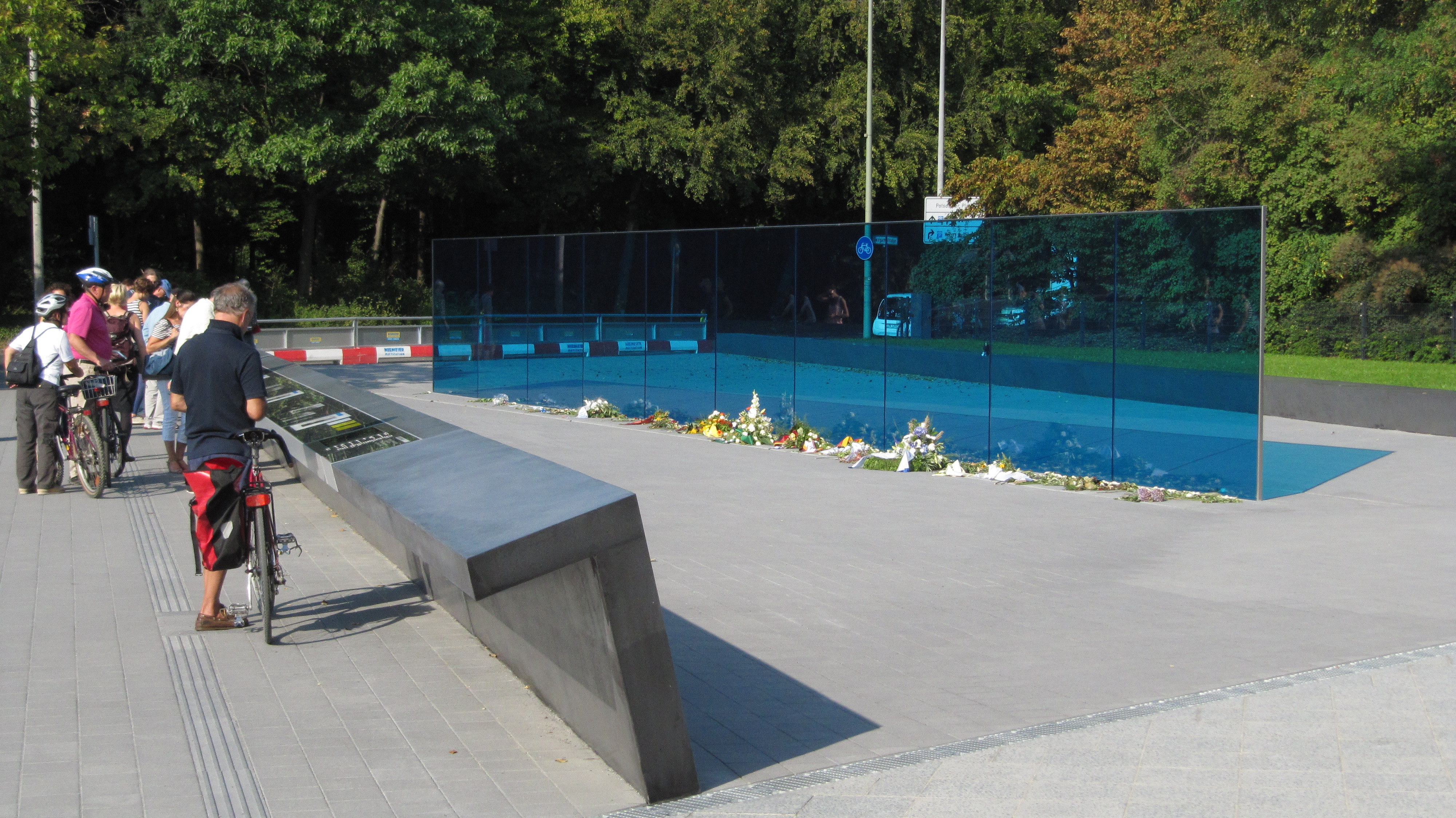
Gedenk- und Informationsort für die Opfer der nationalsozialistischen „Euthanasie“-Morde

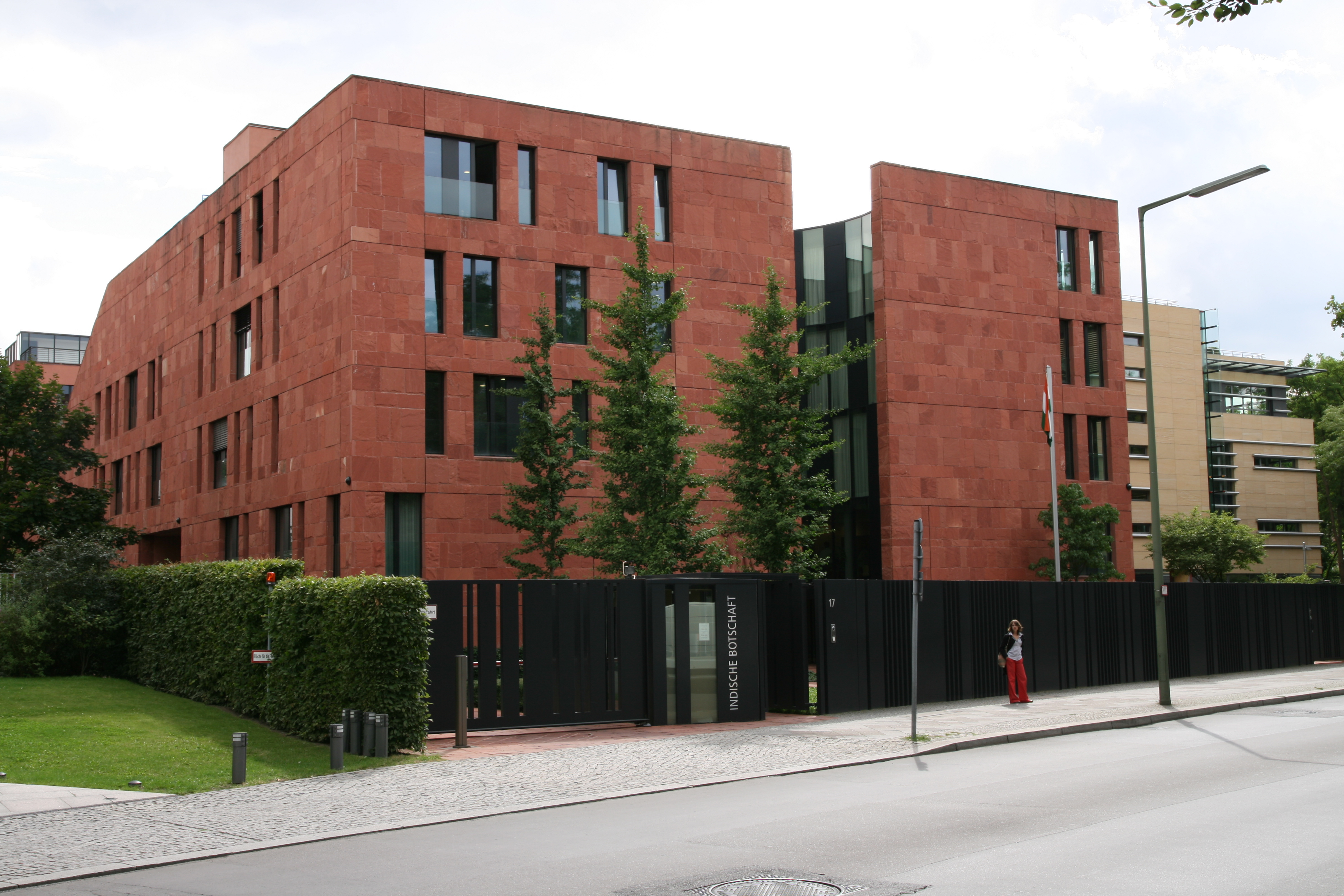
Indische Botschaft

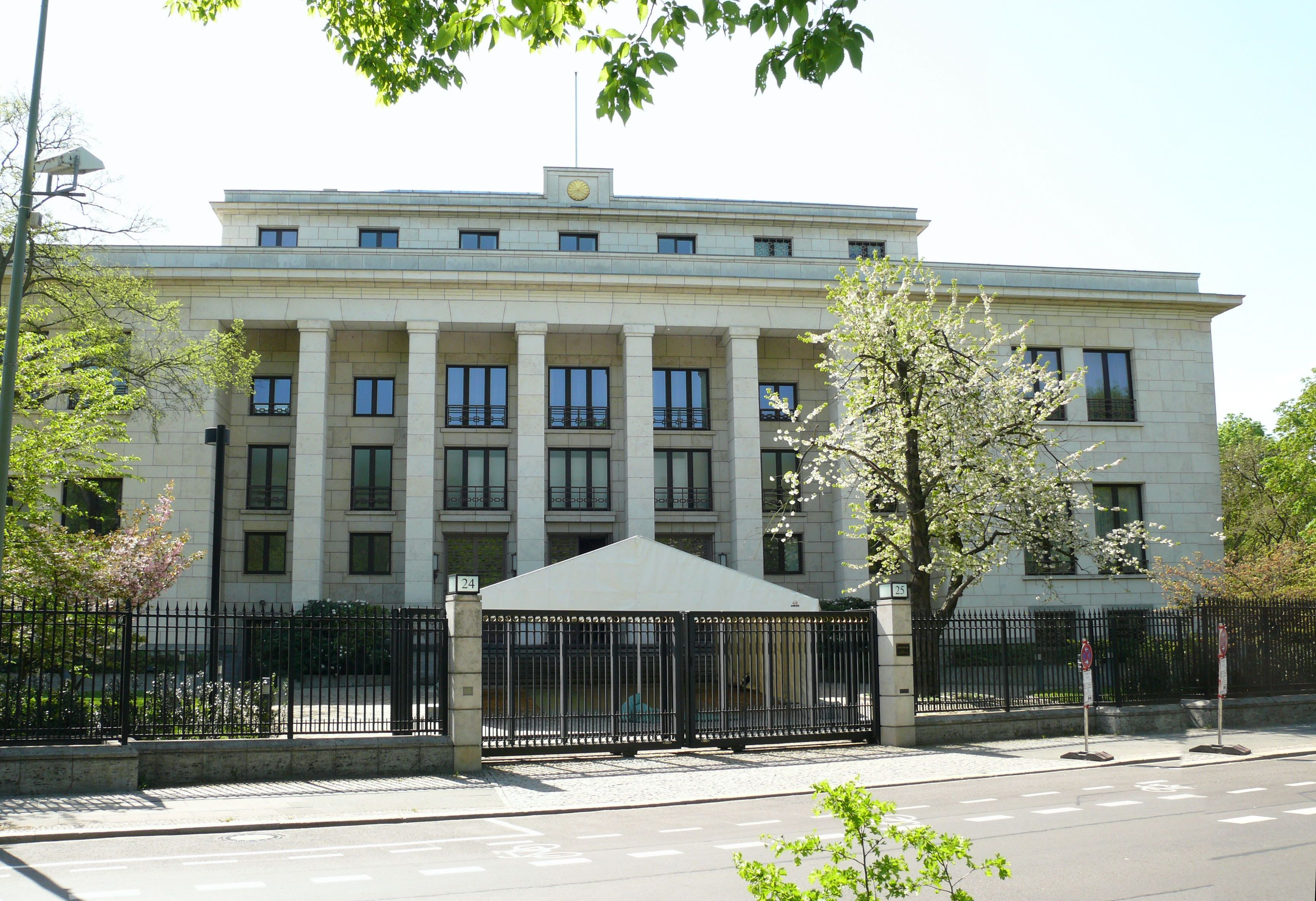
Japanische Botschaft

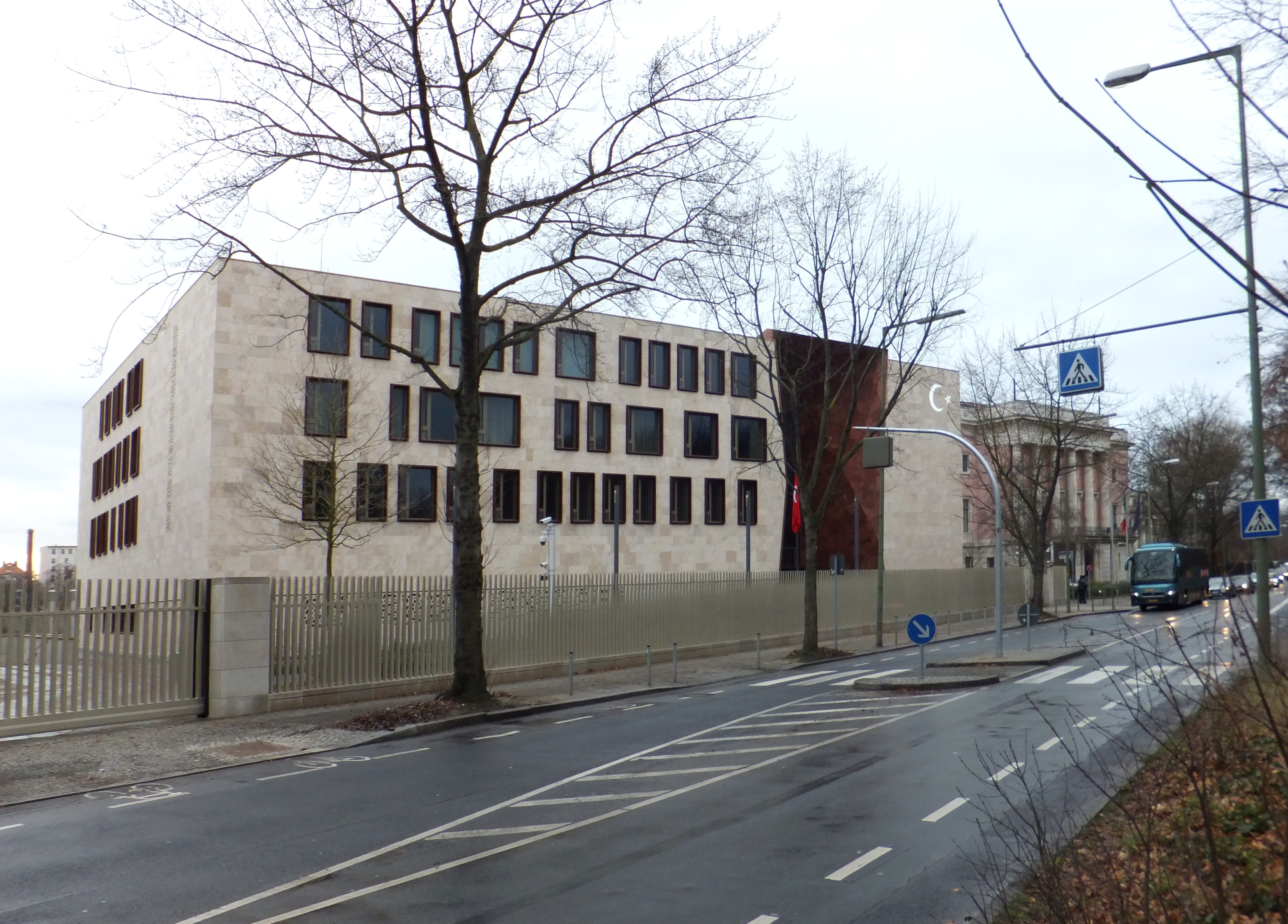
Türkische Botschaft

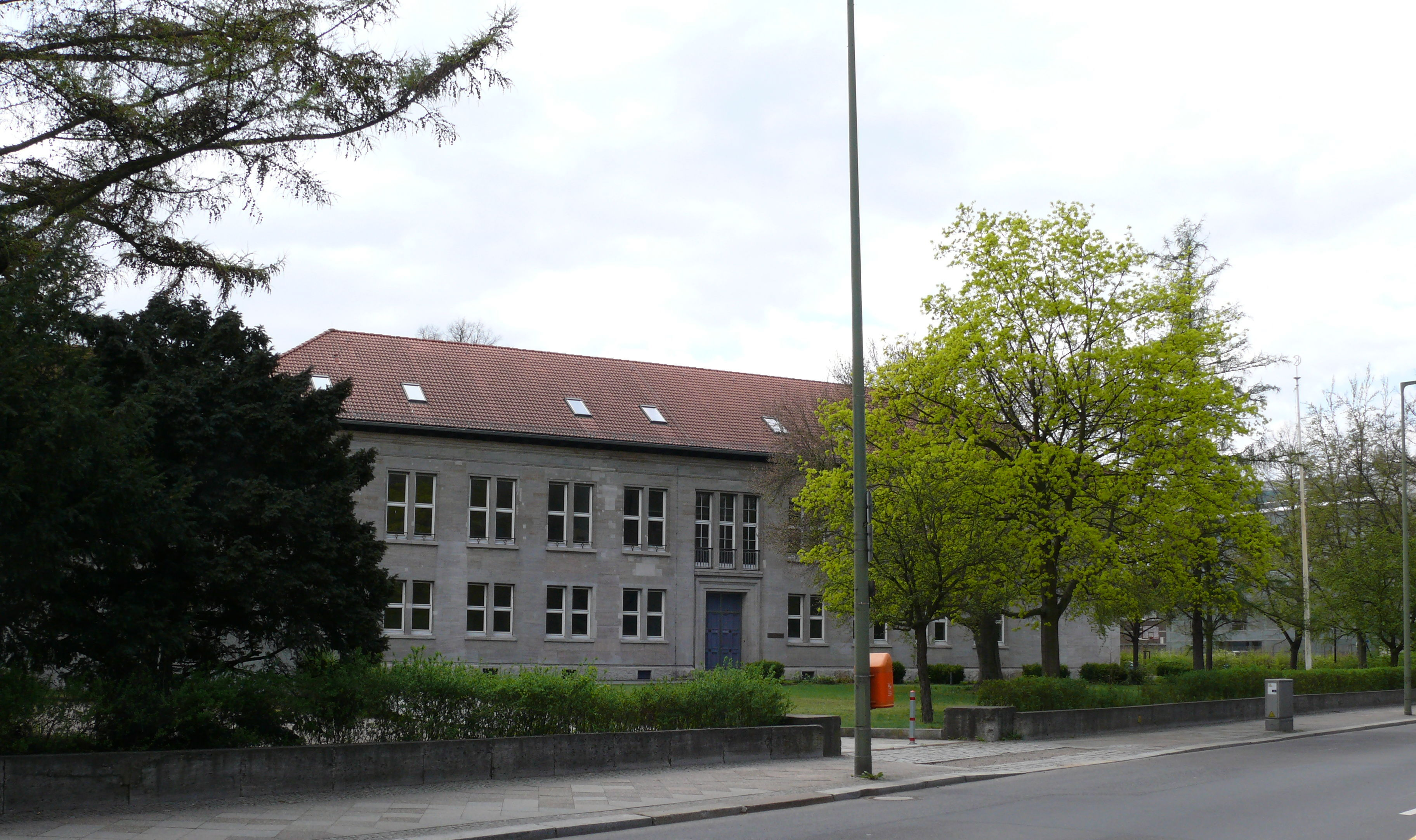
Canisius-Colleg

Die Nordseite gehört zum Großen Tiergarten und ist bis auf das Richard-Wagner-Denkmal unbebaut.

### Zwischen Ben-Gurion-Straße und Herbert-von-Karajan-Straße
- Nr. 1: Musikinstrumenten-Museum, der Eingang befindet sich in der Ben-Gurion-Straße.
Im selben Block ist die Philharmonie mit dem Kammermusiksaal beheimatet.
- Nr. 4: Auf diesem Grundstück stand eine Stadtvilla, in der in der NS-Zeit unter dem Tarnnamen Aktion T4 die Ermordung kranker und geistig behinderter Menschen geplant wurde. Seit dem 2. September 2014 befindet sich auf dem Grundstück ein Gedenk- und Informationsort für die Opfer der nationalsozialistischen „Euthanasie“-Morde.[4]
- Nr. 4a: Architekten Cremer & Wolffenstein bauten für Richard und Oskar Pintsch 1893–1895 ein dreigeschossiges Wohnhaus auf dem Gelände des ehemaligen Landhauses Friedrich Becherer.[5]

### Zwischen Herbert-von-Karajan-Straße und Stauffenbergstraße
- Nr. 6: Kunstgewerbemuseum Eingang Herbert-von-Karajan-Straße
- Nr. 9a: Zufahrt zur Generalverwaltung der Staatlichen Museen zu Berlin

### Zwischen Stauffenbergstraße und Hildebrandstraße
- Nr. 12: Österreichische Botschaft
- Nr. 15: Vertretung des Landes Baden-Württemberg beim Bund
- Nr. 17: Indische Botschaft
- Nr. 18: Südafrikanische Botschaft
- Nr. 20: Türkische Botschaft

### Zwischen Hildebrandstraße und Hiroshimastraße
- Nr. 22: Italienische Botschaft

### Zwischen Hiroshimastraße und Clara-Wieck-Straße
- Nr. 24/25: Japanische Botschaft

### Zwischen Clara-Wieck-Straße und Klingelhöferstraße
- Nr. 30/31: Canisius-Kolleg
- Nr. 33/34: Saudi-Arabische Botschaft
- Nr. 35: Akademie der Konrad-Adenauer-Stiftung. An der Ecke Klingelhöferstraße befindet sich ein Gedenkstein zum Élysée-Vertrag mit Konrad Adenauer und Charles de Gaulle.

## Verkehr
Die Straße wird von der Buslinie 200 der BVG befahren.